# رجل الخوص
رجل الخوص (بالإنجليزية: Wicker man) هو تمثال كبير من الخوص، كان يستخدمه الدرويد القدماء (كهنة الوثنية الكلتية) للتضحية بحرقه في شكل تمثال بشري (effigy)، طبقا لتعليق يوليوس قيصر على الحروب الغالية. ولكن على عكس المصادر الرومانية، وجدت أحدث الدراسات أن «هناك القليل من الأدلة الأثرية» على التضحية البشرية من قِبل الكلت، وقد يكون هناك احتمال بأن اليونانيين والرومان قاموا بنشر معلومات سلبية عن البرابرة ازدراءً لهم. ولا يوجد دليل على الممارسات التي وصفها يوليوس قيصر، ويبدو أن قصص التضحية البشرية مشتقة من مصدر واحد، وهو بوسيدونيوس، ولكن ادعاءاته كانت غير مدعومة.
وتشير دلائل أثرية من أيرلندا أيضا إلى أن التضحية البشرية ربما كانت تمارس في أوقات سابقة قبل الاتصال مع روما. وقد عُثِر على بقايا بشرية في أسس هياكل من العصر الحجري الحديث إلى العصر الروماني، مع إصابات، وفي أوضاع تنم عن كونها تضحيات.
وفي بعض الأوقات الأكثر حداثة، اُستخدم رجال الخوص لمختلف المناسبات. وقد اعتمد هذا الرمز للمهرجانات كجزء من بعض مراسم الوثنية الجديدة، دون عنصر التضحية البشرية. كما اُستُخدمت منحوتات من هذا النوع كعناصر في فن الأداء، وظهرت في مهرجانات موسيقى الروك، واُستخدمت كفكرة موضوعية في الأغاني، ووصفت كنقطة محورية في فيلم الرعب البريطاني «الرجل الخوص». ويرجع إلى هذا الفيلم جانب كبير من بروز رجل الخوص في الثقافة الشعبية الحديثة والوعي العام الواسع لرجل الخوص كهيكل ومفهوم.

## التاريخ

### قديماً

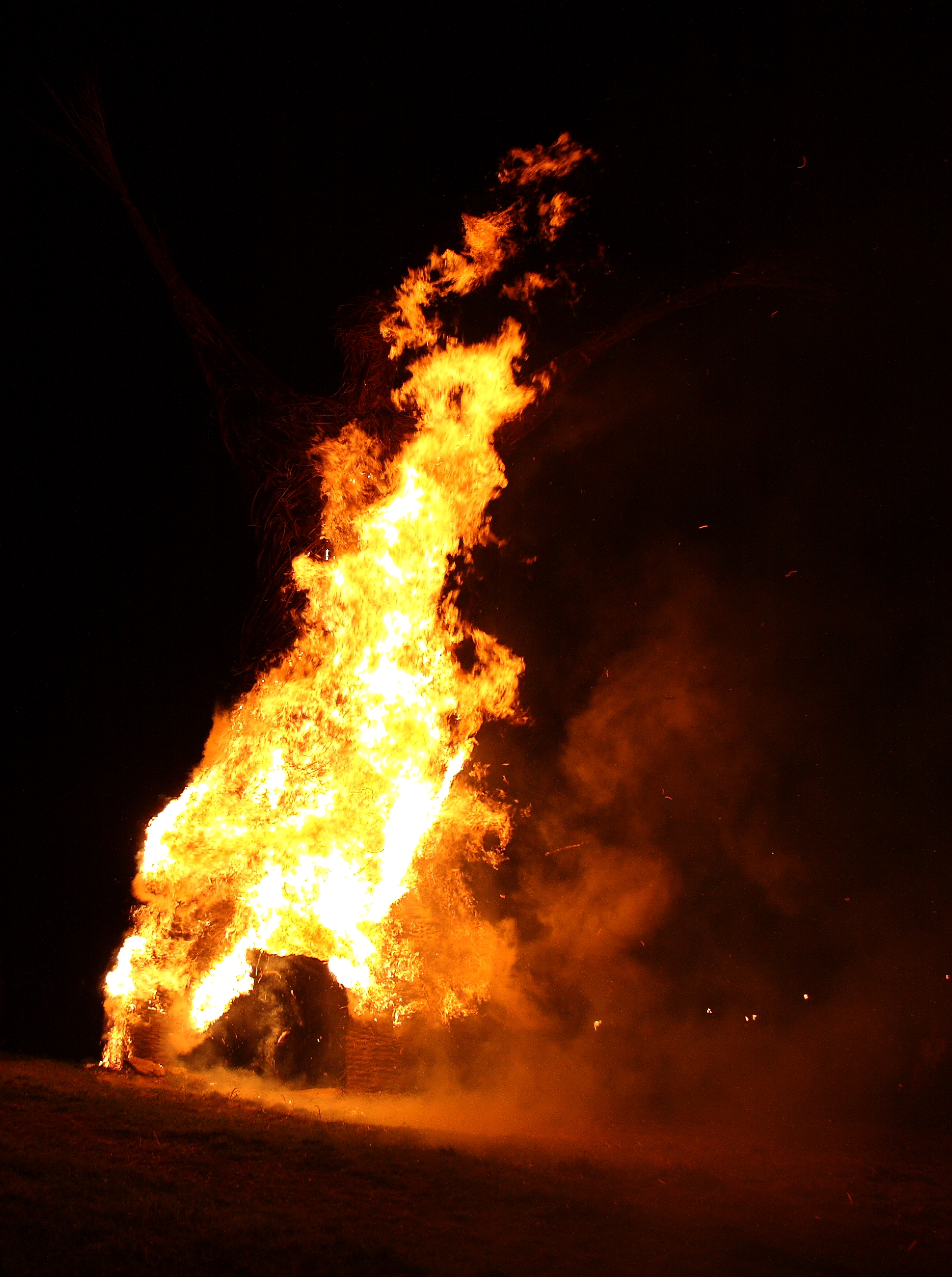
حرق رجل الخوص في حديقة أرشايولينك، في أوين، أبيردينزير، أسكتلندا

بينما وصف كُتّاب رومانيون آخرون في ذلك الوقت، مثل شيشرون، وسويتونيوس، ولوكان، وتاسيتوس، وبلينيوس الأكبر التضحية البشرية بين الكلت، فقط قيصر، والجغرافي سترابو هما من ذكروا الرجل الخوص على أنه أحد الطرق التي استخدمها درويد الغالي للتضحيات.
وقال قيصر أن بعض الإغريق بنوا التماثيل من العُصي، ووضعوا رجال أحياء في الداخل، ثم أطلقوا عليهم النار إجلالا للآلهة. وأضاف قيصر أنه على الرغم من أن الدرويد استخدموا المجرمين الذين ثبتت إدانتهم بجرائم تستحق الموت؛ وذلك لإسعاد الآلهة أكثر، إلا أنهم كانوا أحيانا يستخدموا العبيد والرقيق عندما لا يجدون مجرمين.
وذكر أحد التعليقات في العصور الوسطى، أن الرجال كانوا يُحرَقوا في مانيكان خشبي من أجل التضحية إلى تارانيس (إله الرعد عند الكلت).

### استخدام رجل الخوص في الوثنية الجديدة

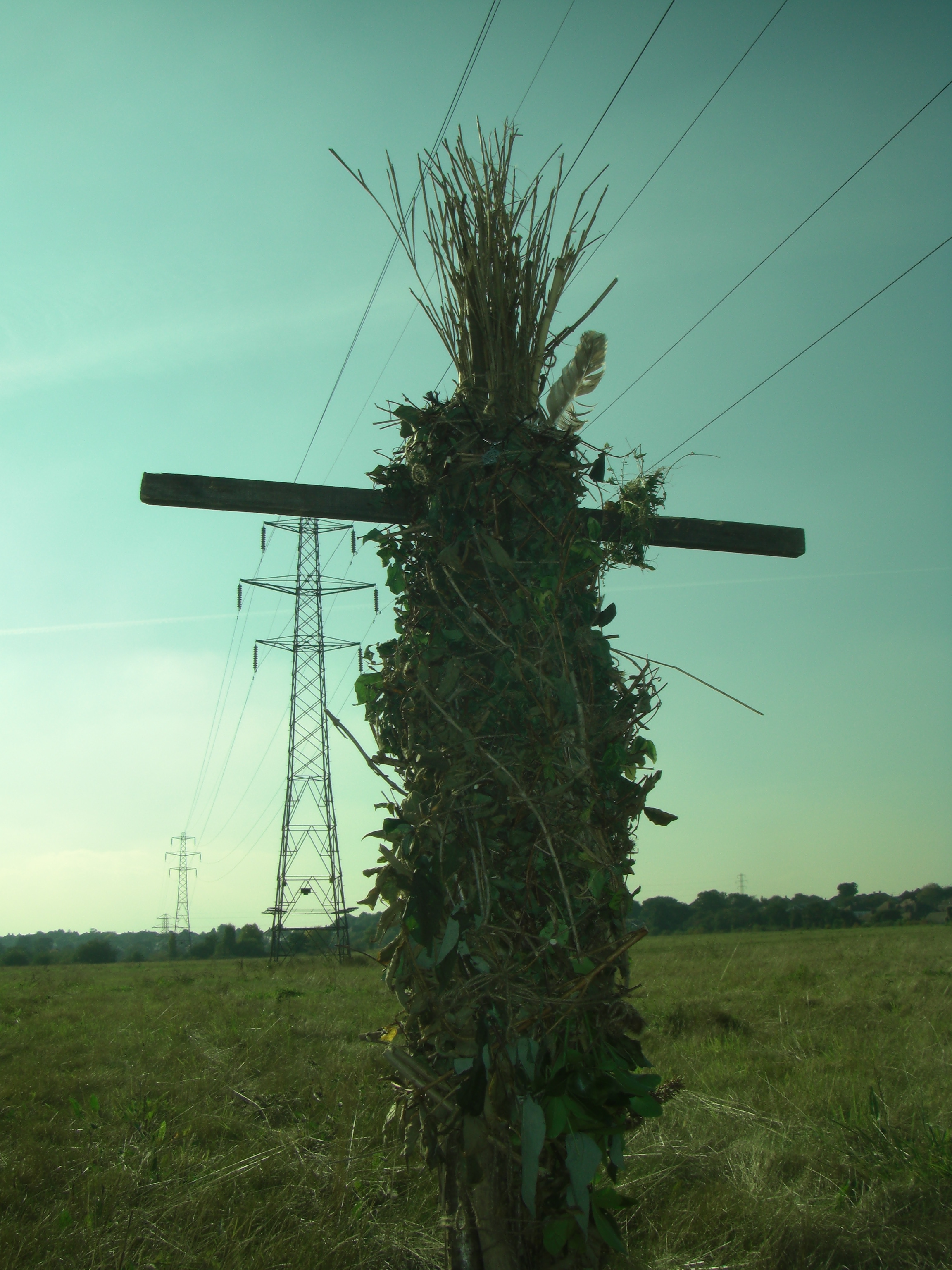
رجل خوص بالحجم الطبيعي في الجنوب الشرقي من لندن، انجلترا

يتم إشعال النار في رجل الخوص خلال بعض احتفالات الوثنيين. وتحرق تماثيل الأنثى المصنوعة من الخوص أو غيرها من المواد على وتد للاحتفال الدنماركي السنوي في ليلة القديس يوحنا. وعادة ما يستخدم الوثنييون الجدد، والدرويد الجدد مثل هذه الأفكار في احتفالاتهم. وفي أوقات أخرى، لا يحرقون رجال الخوص، بل يُبقونهم كأصنام للحماية، وغالبا ما يدمجونها مع الرجل الأخضر. ويتراوح حجم تماثيل رجال الخوص ما بين الحجم الطبيعي إلى الأحجام الضخمة، وتكون منحوتات مؤقتة يتم إشعال النار فيها خلال الاحتفال، حتى نهاية الحدث. وكانت تُشيّد بإطار خشبي منسوج بعُصي مرنة مثل الصفصاف الذي غالبا ما يستخدم في الأثاث والسياج المصنوع من الخوص. بعض تماثيل رجال الخوص تكون معقدة للغاية، وتتطلب أيام من البناء.

### حديثاً
في الجانب الشمالي من البرتغال، حرْق التماثيل العملاقة البشرية الضخمة هي تقليد بين بعض القرى البرتغالية التي يمكن للمرء أن يُرجعها لماضي الكلت البرتغالي. هذا التقليد ليس للترفيه ولا لإحياء طقوس الوثنية الجديدة، ولكنه يُمارس لعدة قرون مع بعض الطقوس الكاثوليكية. يمارس مهرجان التقدم أو مهرجان النقل طقوس خصوبة تعلن عن الربيع - حيث يرتدي الشباب ملابس ملونة وأقنعة على شكل قرن (عادة ما تكون مصنوعة من الخشب)، ويترددون حول قريتهم بحثا عن الفتيات الصغيرات من أجل «تخصيبهم» رمزيا؛ كما أنهم يُسمّدون القرية أيضا. ويبلغ المهرجان ذروته بحرق التمثال العملاق ذي القرون، بينما يركض الشباب حوله.

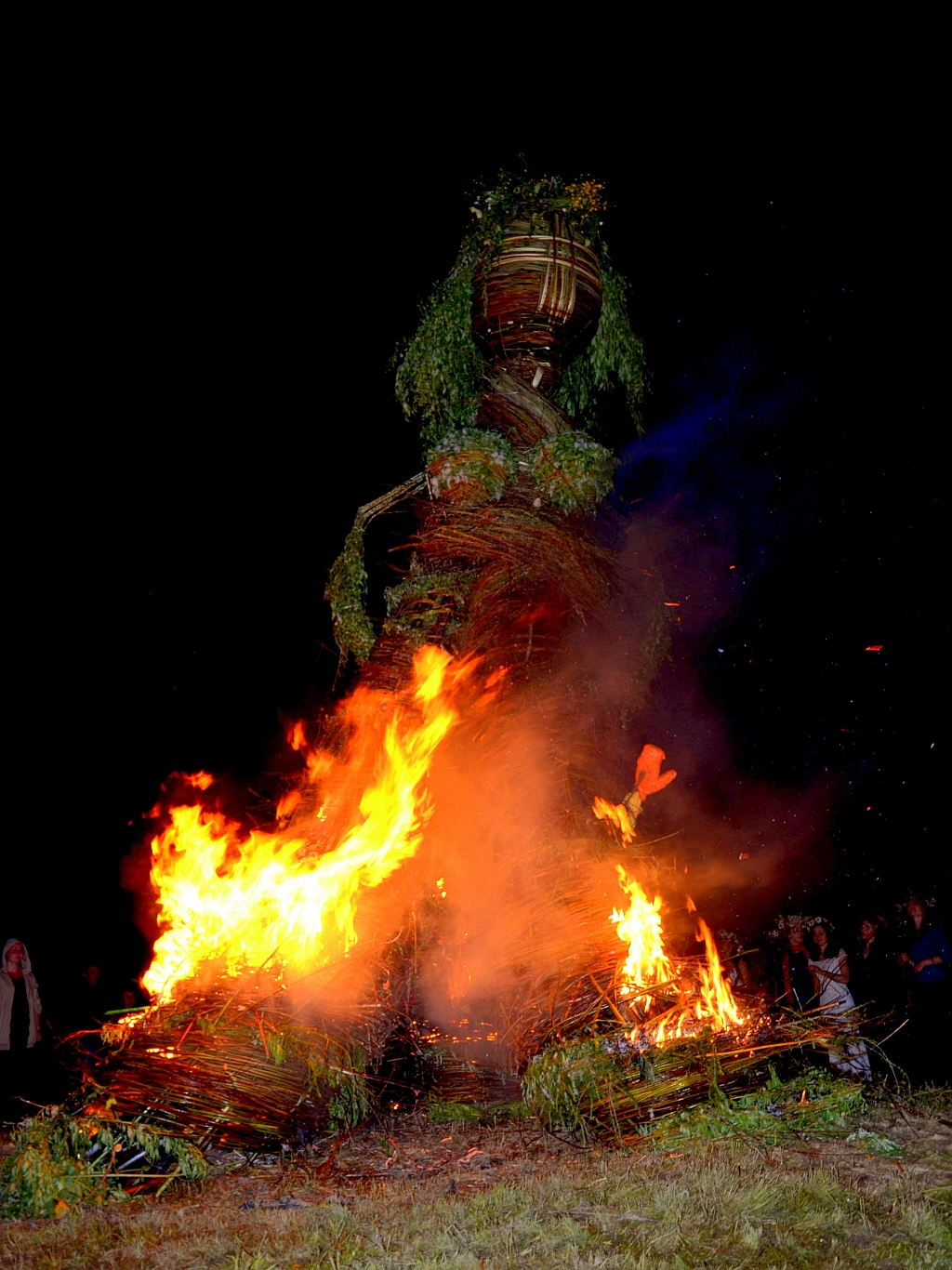
حدث رجل الخوص في عام 2013 في وولا سوكوا، بولندا

مهرجان رجل الخوص هو حدث سنوي لموسيقى الروك والرقص، يحدث في كيركودبريتشاير، اسكتلندا، والسمة الرئيسية فيه هي حرق تمثال خشبي كبير في الليلة الأخيرة.
ويُطلق على النسخة الإيطالية الشمالية من رجل الخوص اسم السيدة القديمة (La vecchia)، التي يتم حرقها مرة واحدة في السنة كجزء من مهرجانات المدينة. ومع ذلك، فإن لها ارتباط أكثر مع المسيحية منذ أن أحرقت في منتصف يوم الخميس للصوم الكبير، كما هو موضح في فيلم أماركورد للمخرج فيديريكو فليني.
وبالإضافة إلى ذلك، منذ عام 1986، كان يتم حرق تمثال لرجل خلال مهرجان الرجل المحترق، وهو حدث سنوي يستمر أسبوعا، ويُجرى حاليا في صحراء بلاك روك، نيفادا.
في الفيديو الموسيقي للرسوم المتحركة لفرقة راديوهيد الخاص بأغنية «حرق الساحرة»، قام الصحفي الزائر بجولة تصوير خلال بلدة غريبة، وتم خداعه لتسلق سلم موجود في هيكل رجل الخوص، ثم تم حبسه بالداخل، وإشعال النار في رجل الخوص، بينما يشاهد جميع سكان المدينة.